# مارکو موتا
مارکو موتا (ایتالیایی: Marco Motta؛ زادهٔ ۱۴ مهٔ ۱۹۸۶) بازیکن فوتبال اهل ایتالیا است.